# XIV Quadriennale nazionale d'arte di Roma
La XIV Quadriennale d'arte di Roma, anche a causa della temporanea chiusura per restauro del Palazzo delle Esposizioni, si tenne in tre differenti fasi nelle città di Napoli, Torino e Roma. La prima fase intitolata Anteprima Napoli si tenne tra il novembre 2003 ed il gennaio 2004 al Palazzo Reale, la seconda Anteprima Torino si tenne tra il gennaio ed il marzo 2004 al Palazzo della Promotrice delle Belle Arti e la terza dal titolo Fuori Tema/Italian feeling si tenne tra il marzo ed il maggio 2005 alla Galleria nazionale d'arte moderna e contemporanea.

## Elenco degli artisti

### Anteprima Napoli
Tra gli artisti di questa edizione si annoverano Andrea Aquilanti, Manfredi Beninati, Rossella Biscotti , Alberto  Di Fabio, Elastic Group of Artistic Research, Stalker,  Giuseppe Stampone, Piero Mascetti e altri.

### Fuori Tema/Italian feeling
- Carla Accardi
- Franz Ackermann
- Mario Airò
- Getulio Alviani
- Stefano Arienti
- Giacomo Balla
- Felice Casorati
- Enzo Cucchi
- Nicola de Maria
- Pietro Dorazio
- Arthur Duff
- Lara Favaretto
- Eric Fischl
- Caio Fonseca
- Nan Goldin
- Jacob Hashimoto
- Anselm Kiefer
- Umberto Mariani
- Jason Martin
- Alberto Martini
- Maurizio Mochetti
- Kenneth Noland
- Luigi Ontani
- Tony Oursler
- Mimmo Paladino
- Giulio Paolini
- Lucio Perone
- Alessandro Pessoli
- Michelangelo Pisoletto
- Paola Pivi
- Fabrizio Plessi
- Enrico Prampolini
- Tobias Rehberger
- Mimmo Rotella
- Scipione Scipione
- Francesco Simeti
- Ettore Spalletti
- Grazia Toderi
- Gian Paolo Tomasi
- Vedovamazzei
- Adolfo Wildt
- Gilberto Zorio